# Человек в сети
«Человек в сети» (англ. The Man in the Net) — фильм нуар режиссёра Майкла Кёртиса, который вышел на экраны в 1959 году.
Фильм рассказывает о дизайнере рекламы Джоне Гамильтоне (Алан Лэдд), который переехал в загородный дом в Новой Англии, чтобы заняться художественным творчеством. Его жена Линда (Кэролин Джонс), страдающая от алкоголизма и неврастении, хочет вернуться в Нью-Йорк. Когда Линда неожиданно исчезает, Джон становится главным подозреваемым, однако с помощью местных детей ему удаётся найти преступника, который убил его жену.
По мнению критиков, фильм получился откровенно слабым, несмотря на то, что над ним работали такие признанные звёзды, как Кёртис и Лэдд.

## Сюжет
Бывший дизайнер рекламы Джон Гамильтон (Алан Лэдд), устав от городской суматохи, десять месяцев назад переехал из Нью-Йорка в небольшой городок Стоунвилл, Коннектикут, чтобы воплотить в жизнь свою мечту стать художником. Кроме того, Джон рассчитывал, что переезд в тихий провинциальный городок поможет его жене Линде (Кэролин Джонс) избавиться от алкоголизма и связанной с ним неврастении. Джон много работает на природе, где часто пишет портреты и сценки из жизни местных детей, среди них — девочки Эмили и Энджел, мать которых работает на почте, сын местного шерифа Бак, Тимми, мальчик из богатой семьи Морлендов, а также Лерой, чёрный отец которого работает в доме Морлендов дворецким. Несмотря на дружеские отношения с детьми, отношения со взрослыми горожанами у Джона не складываются, к тому же все в городке судачат о том, что его недавняя нью-йоркская выставка не имела успеха.
Однажды днём Линда, которая ненавидит скучную деревенскую жизнь в Стоунвилле, выражает Джону недовольство тем, что он проводит слишком много времени с детьми и не хочет общаться с людьми своего круга, на что тот отвечает, что они его тоже недолюбливают. Когда Джон говорит жене, что отказался от предложения Чарльза Рейнса занять должность начальника художественного отдела его нью-йоркского агентства с зарплатой 30 тысяч долларов в год, что вдвое превышает его прежний заработок, Линда приходит в ярость и требует, чтобы Джон изменил своё решение. Джон напоминает жене, что именно стрессовая обстановка городской жизни довела её до алкоголизма, однако она не хочет ничего слушать и тянется к бутылке, однако Джон останавливает её. Затем Линда напоминает Джону, что сегодня в 8.00 они приглашены на день рождения знакомой соседки Викки Кейри (Диана Брюстер) и настаивает на том, чтобы он непременно пошёл. Когда Джон вопреки своему желанию уже собрался выходить из дома, Линда неожиданно заявляет, что у неё разболелась голова, и отказывается ехать вместе с ним. На вечеринке помимо Викки присутствуют её муж Брэд Кейри (Джон Лаптон), а также чета Морлендов — Роз (Бетти Лу Холланд) и Гордон (Том Хелмор). Джон чувствует себя не в своей тарелке, так как его не интересуют праздные разговоры собравшихся, а они, за исключением Викки, не обращают на него никакого внимания. После ужина в доме появляется пьяная Линда с синяком под глазом. Она начинает насмехаться над Джоном, называя его неудачником, из-за которого они живут в бедности. Затем Линда утверждает, что Джон её ударил во время ссоры по поводу его отказа работать в рекламном агентстве с приличной зарплатой. Чтобы как-то объяснить поведение жены, Джон сообщает, что Линда уже длительное время является алкоголичкой, во что никто не верит, так на протяжении жизни в Стоунвилле Линду впервые видят пьяной. Когда Джон уводит Линду, Викки и Брэд предлагает ему помощь, однако отец Брэда, мистер Кейри (Джон Александер), который полностью доминирует над сыном, приказывает ему не лезть не в своё дело и остаться дома.
По возвращении домой Линда объясняет синяк падением к лесу. Затем она сообщает, что позвонила Рейнсу, договорившись с ним о том, что он завтра встретится с Джоном в Нью-Йорке. Джон возмущён её действиями и не хочет ехать на встречу. Пытаясь подтолкнуть Джона к возвращению в Нью-Йорк, Линда заявляет, что у неё роман с местным шерифом Стивом Риттером (Чарльз Макгроу), однако Джон не верит в это. В конце концов, Джон соглашается встретиться с Рейнсом при условии, что Линда прекратит пить и снова начнёт посещать знакомого психиатра. На следующее утро со станции Линда кому-то звонит, а также забирает письма в расположенном там почтовом отделении. По возвращении домой она просит у Джона прощения, говоря, что никакого романа с Риттером у неё не было, а также берёт с него обещание, что если их психиатра не будет на месте, то он не будет искать для неё другого врача. В поезде Джон сталкивается с Брэдом, который также едет по делам в Нью-Йорк, и соглашается встретиться с ним позднее в баре. На встрече в Рейнсом, несмотря на все уговоры последнего, Джон всё-таки отказывается от его предложения. Затем он направляется к бывшему психиатру Линды, который, как выясняется, отбыл в двухнедельный отпуск. Помня об обещании Линде, Джон отказывается от обращения к другому психиатру.
Вернувшись домой на следующий день, Джон с ужасом видит, что весь дом и его мастерская перевёрнуты вверх дном, картины порезаны, а Линда пропала. Джон находит напечатанную на машинке записку от Линды, в которой она сообщает о том, что ушла от него навсегда, так как не может больше выносить мучений. В поисках жены Джон звонит Викки, которая ничего не знает о местонахождении Линды, однако обещает обзвонить знакомых. Вскоре Джону звонит Гордон, сообщающий, что на местной свалке дети обнаружили чемодан с вещами Линды. Джон приезжает на свалку, где вместе с Риттером и Морлендами пытается найти ещё какие-либо следы Линды, однако безуспешно. Полагая, что дело приобретает серьёзный оборот, Риттер вызывает следователя штата, капитана полиции Грина (Эд Биннс), который начинает официальное расследование. Приехав в дом Джона, Риттер и Грин осматривают помещения, после чего жёстко допрашивают Джона, явно подозревая его в том, что он связан с исчезновением жены. Грин напоминает Джону о вчерашней ссоре с женой, о его неожиданном заявлении, что она алкоголичка, которое не находит подтверждения, а также об отсутствии алиби, так как после его отъезда в Нью-Йорк Линду никто не видел. Когда за домом обнаруживают брюки с пятнами краски и, возможно, крови, которые кто-то пытался сжечь в костре, Грин отправляет их на экспертизу, одновременно запрещая Джону покидать дом. Тем же вечером Викки навещает Джона, рассказывая ему о том, что в городке люди думают, что он убил Линду. При этом она заявляет, что не верит слухам и готова ему помогать.
На следующее утро Эмили, которая принесла Джону его почту, рассказывает, что все кругом считают, что он виновен, и потому не советует выходить в город, где люди во главе с Риттером готовы его разорвать. В почте Джон с удивлением обнаруживает счёт на несколько мешков цемента из магазина хозяйственных товаров, который расположен в соседнем городке Маршаллтаун. По телефону Джону подтверждают, что действительно был такой заказ в тот день, когда он был в Нью-Йорке. Джон пристально осматривает территорию двора, находя сначала кусок цементной упаковки, а затем след от цемента, который ведёт в сарай. Там, под связкой дров Джон обнаруживает небольшую площадку, которая была недавно зацементирована. Вскоре звонит Викки, убеждая Джона бежать из дома, так как к нему направляется толпа агрессивно настроенных горожан, которые могут его убить. Когда Джон рассказывает Викки про цемент, появляется воинствующая толпа, которая окружает его дом, выкрикивает угрозы и начинает бить окна. В последний момент через заднюю дверь Джону удаётся бежать в лес. Подъехавший вскоре Риттер разделяет толпу на две группы и начинает преследование Джона, который скрывается в лесу. Убегающий Джон встречает Эмили, которая отводит его в тайную пещеру, которую она некоторое время назад обнаружила вместе с Энджел.
Затем Эмили по просьбе Джона отправляется к Риттеру, чтобы сообщить ему о том, что Джон взял у неё велосипед, на котором собрался уехать из города. Пока Джон находится в пещере вдвоём с Энджел, та называет Линду лгуньей. Она рассказывает, как две недели назад встретила Линду, которая вышла из пустующего дорогого дома, известного как дом Чимни, вместе с мужчиной, которого она не смогла разглядеть. Несколько минут спустя, оставшись наедине, Линда попросила Энджел никому не рассказывать о том, что она её здесь видела. Когда девочка пришла в восхищение от красивого золотого браслета Линды, та пообещала достать Энджел такой же, однако так и не выполнила своего обещания. Тем временем под руководством шерифа горожане раскапывают зацементированный участок в сарае, обнаруживая там тело Линды, что ещё более усиливает подозрения в отношении Джона. Сообщив Риттеру, что Джон уехал из города на её велосипеде, Эмили собирает других детей и ведёт их в пещеру, где они решают помочь Джону. На следующий день Джон просит Бака и Лероя пойти вместе с ним к своему дому. Пока мальчики отвлекают дежурящего у дома полицейского, Джон проникает в сарай, где в тайнике Линды находит коробку с драгоценностями, золотой браслет, а также магнитофонную плёнку. Забрав эти вещи, Джон пробирается в дом, где на магнитофоне пытается прослушать запись, однако после первых слов, обращённых Линдой к человеку, которого она называла «любимый», магнитофон ломается. Тем не менее Джон догадывается, что эту запись сделала Линда, вероятно, чтобы шантажировать своего любовника, который расплачивался с ней драгоценностями, а затем убил. Джон подозревает, что любовником Линды мог быть Гордон, который, по словам Тимми, очень взволнован происходящим. Джон посылает мальчиков в магазин за запчастями для починки магнитофона, а Эмили просит отнести коробку с драгоценностями и подменённой плёнкой, спрятав её под лестницей у дома Чимни. После этого Эмили должна пойти в дом Морлендов на день рождения заболевшего Тимми, надев на руку золотой браслет Линды. Когда взрослые спросят, откуда у ней такая вещь, она должна ответить, что нашла браслет под лестницей у дома Чимни, где в коробке лежит много всяких дорогих вещей, а также магнитофонная плёнка. Это должна быть ловушка для шантажиста, который непременно придёт за плёнкой. Однако, когда Эмили выполняет это указание Джона, Тимми случайно проговаривается, что ему известно, где прячется Джон, после чего взрослые немедленно направляются в пещеру. В этот момент Эмили незаметно говорит Викки, что Джон ждёт её в доме Чимни, и они вместе направляются к Джону.
Тем временем, Джон с исправленным магнитофоном проникает в дом Чимни, откуда наблюдает за тем, кто придёт за магнитофонной плёнкой. Вскоре к нему присоединяются Викки и Эмили, полагая, что придёт Гордон. Однако с удивлением они видят, что плёнку из коробки достаёт Брэд, который тут же скрывается. Около пещеры Риттер и сопровождающие его люди останавливают Бака, который провожает их к дому Чимни. Когда Риттер и остальные заходят в дом, Джон просит их не торопиться с арестом, а прослушать сначала одну запись, после чего включает магнитофон. На записи слышно, как после слов Линды вступает Брэд, который объясняется ей в любви, а затем заявляет, что не любит Викки и женился на ней исключительно по настоянию отца, который за счёт денег Викки спас свою фирму от банкротства. Вскоре появляется Грин, в присутствии которого Джон обвиняет Брэда в убийстве своей жены. По словам Джона, магнитофонная запись однозначно указывает на то, что Брэд был любовником Линды, которого она шантажировала, однако у него есть алиби, так как в день убийства он был в Нью-Йорке. Тогда выходит отец Брэда, мистер Кейри, который заявляет, что это он убил Линду, чтобы избавить от проблем своего трусливого сына, а затем подставил в убийстве Джона.
Несколько месяцев спустя газеты пишут о том, что за серию детских портретов Джон получил престижную художественную премию. Джон устраивает весёлый пикник на природе, на который приглашает Викки и детей.

## В ролях
- Алан Лэдд — Джон Гамильтон
- Кэролин Джонс — Линда Гамильтон
- Диана Брюстер — Викки Кейри
- Джон Лаптон — Брэд Кейри
- Чарльз Макгроу — шериф Стив Риттер
- Том Хелмор — Гордон Морленд
- Бетти Лу Холланд — Роз Морленд
- Джон Александер — мистер Кейри, отец Брэда
- Эд Биннс — капитан полиции штата Грин
- Кэтрин Гивни — миссис Кейри, мать Брэда

## История создания и проката фильма
Как пишет историк кино Роб Никсон, к концу 1950-х годов Майкл Кёртис стал испытывать сложности с получением достойных проектов. Постановщик «Приключений Робин Гуда» (1938), «Касабланки» (1942) и «Милдред Пирс» (1945) в этот период часто был вынужден браться за проекты ради денег, чтобы оплачивать содержание своих внебрачных детей, которых признал в 1954 году. По мнению Никсона, «Человек в сети», вероятно, был одним из таких фильмов, «оставшись не более чем сноской в его яркой карьере». Как отмечает киновед, Кёртис продолжал работать почти до самой своей смерти в 1962 году. После этой картины он сделал ещё четыре фильма, последний из которых — вестерн «Команчеро» (1961) с Джоном Уэйном в главной роли, который «широко признан как возвращение к его прежней режиссёрской славе».
Что касается Алана Лэдда, то на протяжении первых десяти лет своей карьеры он играл лишь малые и эпизодические роли часто без упоминания в титрах. В частности, «его едва видно в роли курящего трубку репортёра в „Гражданине Кейне“ (1941)». Однако, по словам Никсона, в 1942 году «актёр взлетел на звёздный уровень с двумя классическими фильмами нуар подряд» — «Оружие для найма» и «Стеклянный ключ». С этого момента на протяжении 1940-х годов он снимался постоянно, «обычно представая в амплуа задумчивого, лаконичного крутого парня с неясным прошлым». Этот его имидж достиг своего пика — как и карьера Лэдда в целом — с вестерном «Шейн» (1953). После этого, хотя Лэдд и продолжал постоянно работать, «его популярность начала таять, что усиливало его постоянную депрессию и усугубляло и без того тяжёлый алкоголизм». К концу 1950-х годов, чтобы снова подняться, Лэдду требовался крепкий кинохит, и потому он согласился на роль в «Человеке в сети», зная, что режиссёром фильма будет Кёртис. Годом ранее Лэдд уже работал с Кёртисом в вестерне «Гордый бунтарь» (1958), где снимался вместе со своим юным сыном Дэвидом. Однако «Человек в сети» не оправдал надежд Лэдда, и, более того, по результатам проката его затмил даже повторный релиз «Шейна» в том же году. Как далее пишет Никсон, «после этого Лэдд снялся ещё в пяти картинах, и все пять были ещё менее успешны, чем эта, а в 1962 году он предпринял попытку самоубийства». Наконец, он получил хорошую, хотя и небольшую роль Невады Смита в хитовом фильме «Воротилы» (1964). Однако, к сожалению, он умер два года спустя в возрасте 50 лет, предположительно, от случайной передозировки алкоголя и седативных средств.
Актриса Кэролин Джонс сыграла в общей сложности почти в 40 фильмах, однако более всего известна современной публике по роли готически гламурной Мортиши в популярном семейном сериале «Семейка Аддамс» (1964—1966). В «Человеке в сети» она всё-таки сыграла в паре с миниатюрным Лэддом, хотя годом ранее он отверг её кандидатуру на роль своей партнёрши в военном фильме «Морская могила» (1958) из-за её слишком высокого роста.
Как пишет Никсон, признанный оператор Джон Зейтц проделал «выдающуюся работу» на таких фильмах Билли Уайлдера, как «Двойная страховка» (1944), «Потерянный уикэнд» (1945) и «Бульвар Сансет» (1950), нескольких фильмах Престона Стёрджеса и, кроме того, снял значительную часть фильмов из сериала о докторе Килдэре. Зейтц снимал Лэдда ещё в 22 фильмах, так на протяжении многих лет как оба были контрактными сотрудниками киностудии Paramount, среди их совместных работ — «Оружие для найма» (1942) и «Великий Гэтсби» (1949). После этой картины Зейтц снял ещё два фильма, а год спустя вышел на пенсию, завершив свою 43-летнюю карьеру.
Фильм частично снимался на натуре в Массачусетсе и Коннектикуте.

## Оценка фильма критикой

### Общая оценка фильма
Как отметил Роб Никсон, после выхода фильма на экраны он «не вызвал интереса у зрителей, а критики главным образом восхищались превосходной игрой детей, не обращая внимания на исполнителей главных ролей». Ричард Нейсон, в частности, написал в «Нью-Йорк Таймс», что эта «саспенс-драма, которая снималась под руководством Майкла Кёртиса, рассказывает о мытарствах художника, связанных с его безумной женой-алкоголичкой. Когда её таинственным образом убивают, жители городка устраивают охоту на персонажа Лэдда, вероятно, из-за внутреннего предубеждения по отношению к честным художникам». По мнению Нейсона, дальнейшие «мелодраматические перипетии истории стары», и потому не представляет особого интереса. «Более интересны диалоги мистера Роуза и его увлечённость темой несправедливости. Написанный сценаристом текст показывает нежную любовь к детям и искреннее стремление впрыснуть реальность в историю, которая становится утомительно знакомой, как только входит в мелодраматическое русло».
Современные историки кино единодушны в низкой оценке фильма. Так, Элинор Манника охарактеризовала его как «непримечательную халтуру с убийством, которая рассказывает о художнике и его пьющей психически больной жене, которая однажды исчезает», а Леонард Молтин — как «посредственную драму, в которой Лэдд пытается снять с себя обвинения в убийстве своей жены». Спенсер Селби также написал, что фильм рассказывает о «рекламном художнике, который отчаянно пытается снять с себя подозрения в убийстве жены» . Майкл Кини в свою очередь отметил, что «эта история супружеской измены, шантажа и убийства стала большим разочарованием, учитывая былые успехи Кёртиса и Лэдда в нуаровом жанре». Обозреватель журнала TV Guide также обратил внимание на то, что «этот криминальный детектив намного ниже талантов занятых в нём Кёртиса и Лэдда». По мнению автора, «фильм совершает совершенно нелогичный поворот, когда соседи возлагают на художника вину в убийстве жены и формируют толпу линчевателей», да и в целом, «в фильме слишком много невыполненных обещаний и сюжетных дыр».
По мнению Крейга Батлера, этот «довольно разочаровывающий детективный триллер больше понравится любителям малоизвестных образцов жанра, чем широкой публике. Он не плох, но слишком надуман. Все его сюжетные моменты стыкуются друг с другом лишь потому, что так решил сценарист, а не потому, что это следует из логики реального мира. Персонажи кажутся искусственными, а использование детей становится немного приторным». Критик также отмечает, что «постановка Кёртиса на удивление слаба, учитывая его мастерство и талант. Более сильная режиссура могла бы, по крайней мере, скрыть некоторые из очевидных слабостей картины». Больший интерес, по мнению Батлера, «представляет увлекательный показ сельского Коннектикута, в котором как сама окружающая среда, так и взаимоотношения персонажей напоминают скорее стереотипный захолустный южный городок». Шварц описал картину как «непримечательную драму с Лэддом в роли несчастного художника и Кэролин Джонс в роли его психически нездоровой пьющей жены». Как далее отметил критик, «помимо того, что история скучна, она ещё и надумана. Самый слабый момент фильма это маловероятное окончание, когда тот, кто подставил художника в убийстве жены, слишком легко признаёт свою вину. Такое впечатление, что у фильма закончился кислород, и он просто выдохся». Кроме того, по мнению Шварца, в драматическом плане фильм «не имеет никакого воздействия, а сама история кажется глупой и не вызывающей доверия. Она чересчур сентиментальна в отношении детей и топорно показывает взрослых карикатурами зла».

### Оценка актёрской игры
По словам Нейсона, «Джонс исполняет роль жены с контролируемым неистовством, а Лэдд, с другой стороны, играет в своём обычном холодном стиле», который не попадает «в суматошные обстоятельства картины».
Батлер полагает, что «сдержанная игра Лэдда немного однообразна, а его железное спокойствие выглядит нереалистичным с учётом того, что происходит… Его Джон Гамильтон настолько сдержан, что не убедителен». Что же касается Кэролин Джонс, то она «смотрится намного лучше, получив нестандартного персонажа, которого она играет с полной самоотдачей».
Шварц замечает, что «Лэдд говорит лаконичным монотонным голосом, а Джонс назойлива и непривлекательна», да и вообще, по мнению критика, «Лэдд кажется не на своём месте в роли художника, а Джонс не удалось убедительно сыграть роль неврастенички».